# Potrero de Garay
Potrero de Garay é uma comuna da província de Córdoba, na Argentina.